# Agotamiento de las direcciones IPv4
El crecimiento exponencial de Internet está llevando hacia el agotamiento de las direcciones IPv4, es decir a la progresiva merma de la cantidad de direcciones IPv4 disponibles. Este tema ha sido una preocupación desde los años 80. Como consecuencia, se ha convertido en el factor impulsor en la creación y adopción de diversas nuevas tecnologías, incluidas las redes classful, las direcciones CIDR e IPv6; asimismo, ha sido un elemento clave en la adopción de NAT (Network Address Translation por sus siglas en inglés).
Desde el año 2007, IPv6 se ve como una solución a largo plazo para el agotamiento de las direcciones IPv4 aunque su implantación se está realizando a un paso muy lento.
A medida que se acerca el plazo límite del agotamiento de la dirección IPv4, la mayoría de vendedores de equipos e ISPs están empezando a considerar el uso generalizado de IPv6.
El 3 de febrero de 2011, la IANA asignó los últimos bloques libres a los RIRs, efectivamente agotando el pool de direcciones IPv4 disponibles.

## Sinopsis
Cada host de una red, como los ordenadores o las impresoras, tiene asignada una dirección IP única que se utiliza para comunicarse con otros hosts en dicha red, que normalmente se expresan en formato decimal separado por puntos (por ejemplo 66.230.200.100). Cada octeto, o parte de una dirección, debe ser un número entre 0 y 255 y, como consecuencia, habrá un máximo de 4.294.967.296 direcciones disponibles para uso. Sin embargo, un gran número de direcciones se reservan para uso local y, por ello, no están disponibles para Internet.

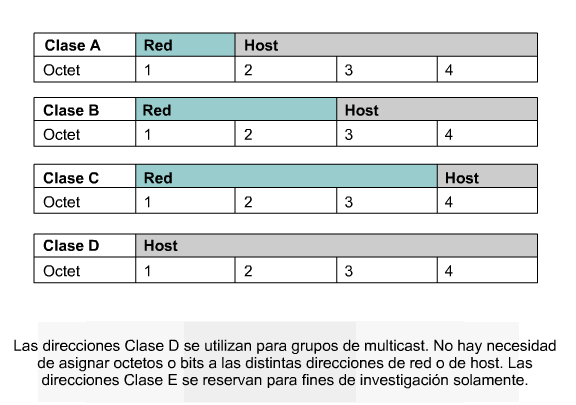
Clases de direcciones IP.

Las direcciones IP pueden ser de diferentes tipos o clases (A, B, C, D y E). Una red de clase A se reserva en la actualidad para los Gobiernos, y en el pasado también para grandes empresas como por ejemplo Hewlett Packard. Las direcciones de clase B se otorgan a medianas empresas. Los usuarios “normales” usarán direcciones de clase C, se pierde así un rango de direcciones IP importante.
No hay suficientes direcciones IPv4 para enrutar públicamente y proporcionar una dirección distinta para cada speaker IPv4 (que incluye ordenadores de sobremesa, teléfonos móviles, dispositivos integrados y hosts virtuales). Este problema se minimiza mediante la NAT, por medio de la cual diversos hosts de redes de área local (LAN) pueden compartir una única dirección IP pública de Internet. Los datos enviados por los hosts individuales a Internet indican tanto su dirección fuente como la IP pública utilizada y el router que proporciona el acceso es capaz de “seguir la pista” de qué host ha originado el tráfico en la red y responde en consecuencia. Lo anterior es un caso similar al de los teléfonos de oficinas, que comparten un mismo número y que, a su vez, cada uno tiene una extensión para distinguirse.

## Causas
Varias fuerzas amenazan Internet con el agotamiento de direcciones. Cada una de ellas aumentan de manera drástica la demanda de las limitadas direcciones de 32 bits, con frecuencia de formas imprevistas para los diseñadores originales de redes.

### Dispositivos móviles
En el momento que IPv4 se convirtió en el estándar de la comunicación mediante red, el coste de integración de capacidades informáticas en dispositivos portátiles ha caído en picado. Como consecuencia, los antiguos dispositivos simples de masas tales como los teléfonos móviles se han convertido en posibles terminales de IPv4.
A medida que se implanta al 100% el teléfono móvil a nivel mundial, el resultado es un escenario verosímil en el que cupiera la posibilidad de que cada persona del planeta tuviera asignada una dirección IP. 

### Conexiones Always-on
Durante la década de los 90, el modo predominante del consumidor de acceso a Internet era el telefónico dial-up. Este acceso reduce la presión en las direcciones IP porque los enlaces dial-up están normalmente desconectados y, por lo tanto, no se necesitan direcciones IP permanentes. Sin embargo, en 2007, el acceso de banda ancha supera el 50% de la penetración en el mercado. Las conexiones de banda ancha permanecen activas completamente e, incluso cuando tienen asignadas dinámicamente una dirección, necesitan de una IP continua.

### Demografía de Internet

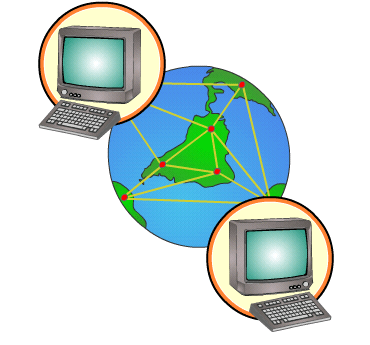
Demografía en internet

Existen millones de hogares en el mundo desarrollado. En 1990, únicamente una mínima parte tenía conectividad a Internet. 
Años después, unos 15 años más tarde, casi la mitad de estos hogares tienen conexiones de banda ancha.

### Uso ineficiente de direcciones
A las organizaciones que obtuvieron direcciones IP en los años 80 se les asignaron muchas más direcciones de las que realmente necesitaban. Por ejemplo, a las grandes empresas y universidades se les dieron bloques de direcciones de clase A, con 16 millones de direcciones IPv4 cada uno. Muchas organizaciones siguen utilizando direcciones IP públicas para dispositivos que no son accesibles fuera de sus redes locales y que podrían servirse de la implementación basada en NAT, cediendo un alto rango de direcciones IP para su reasignación.
Algunas de las antedichas organizaciones también poseen direcciones IP que, actualmente, no se utilizan pero que no se han devuelto a las autoridades de asignación por varias razones.
Debido a las ineficiencias causadas por el uso de redes secundarias, es muy difícil utilizar todas las direcciones en bloque. El radio de densidad de hosts, tal y como se define en RFC 3194, es una medida intuitiva del uso de bloques de direcciones IP.

## Atenuantes
A continuación se exponen algunas de las opciones (que no se excluyen mutuamente) para atenuar el agotamiento de direcciones IPv4.
- NAT (Network Address Translation, traducción de direcciones de red).
- Uso de redes privadas.
- DHCP (Dynamic Host Configuration Protocol, Protocolo para la configuración dinámica del terminal).
- Hosting virtual basado en nombres.
- Control exhaustivo de registros de Internet regional en la asignación de direcciones a los registros locales.
- Reenumeración de redes para recuperar amplios bloques de espacio de direcciones asignados en los primeros días de Internet.

### Conservación
La “conservación” es otro método utilizado para preservar la disponibilidad de direcciones IP. A la hora de concebir Internet, nunca se previó que se fueran a necesitar tantas direcciones IP como se demandan en la actualidad. Por lo tanto, se asignaban con frecuencia en bloques de direcciones de 255, 65.536 o 16.777.216 direcciones para su uso. Hasta ahora, a varias organizaciones se les había asignado cerca de 16 millones de direcciones IP, de las que utilizaban relativamente pocas. Actualmente, las empresas responsables de asignar direcciones IP públicas son mucho más reticentes a proporcionar grupos de direcciones.

### Subredes
Las subredes son otro método de sacar un mayor provecho de las direcciones IP en general. Resumiendo, la notación decimal mediante puntos es un método apropiado para representar direcciones binarias. Por ejemplo, la dirección binaria 01000010111001101100100001101110 se escribe 66.230.200.110 en decimal, donde cada punto separa 8 bits. Estas direcciones se utilizan en subredes mediante la aplicación de una máscara de subred que indica qué porción de la dirección corresponde a la red y cuál al terminal. Esto es análogo al código de área y al número suscriptor de un teléfono. Por ejemplo, el número de teléfono (212)-555-9293 solo puede ser identificable desde el (213)555-9293. Esto permite que el mismo número se utilice en múltiples ubicaciones con una mínima consideración extra.

### Reclamación de espacio IPv4 sin utilizar
En los primeros días de Internet, antes de la creación de las redes y las posteriores direcciones CIDR, se asignaron amplios bloques de direcciones IP a empresas individuales y organizaciones. IANA podría reclamar estos rangos y volver a expedir las direcciones a otras personas. Sin embargo, puede suponer mucho tiempo y dinero volver a numerar una red y probablemente, muchas organizaciones se opondrían hasta el punto de emprender acciones legales. Además, la tasa actual de consumo de direcciones IP, incluso con una eventual recuperación de bloques infrausados, derivarían en retrasar tan solo en uno o dos años la fecha de agotamiento de las direcciones IP.
Del mismo modo, muchas direcciones IP se asignaron a empresas que ya no existen o que nunca se utilizaron. Desafortunadamente, el control estricto de asignación de direcciones IP que existe en la actualidad no siempre existió y supondría un gran esfuerzo realizar el seguimiento de qué direcciones no se utilizan. Muchas de las direcciones IP que no se muestran en la tabla de enrutamiento público de BGP se están realmente utilizando en las intranets. 
Es incluso posible que el tiempo empleado en hacer un seguimiento de qué direcciones IP podrían reclamarse supondría un esfuerzo superior al tiempo real de ampliación de la fecha de agotamiento.
Por último, sería posible utilizar direcciones IP que, en la actualidad, están reservadas por IANA. Existen propuestas para reclamar las direcciones de red de la clase E;; lamentablemente, muchos sistemas operativos y tipos de routers necesitarían ser modificados o actualizados para poder hacer uso de estas direcciones. Muchas pilas de TCP/IP de los sistemas operativos, entre los que se incluyen la de los ordenadores personales de Microsoft, no permiten el uso de las direcciones IP de clase E, lo que deriva en errores de configuración cuando se intenta asignar direcciones IP a un terminal y produce el rechazo de comunicación con aquellos terminales que utilizan tales direcciones. Las implementaciones de TCP/IP en muchos conmutadores y enrutadores también prohíben el uso de espacio de clase E. Por esta razón, la propuesta no busca volver a designar espacio de clase E para asignación pública, sino que pretende cambiar el estado del campo de clase E de “reservado” a “uso limitado para grandes redes de Internet privadas”. Esto podría permitir el uso de espacio de clase E en grandes redes privadas que necesitan más espacio de direcciones del que se dispone actualmente a través de RFC1918.

### NAT amplia de los proveedores de internet (ISP)
Del mismo modo que las empresas utilizan la NAT para la mayoría de los ordenadores de sus empleados, los ISP pueden utilizar NAT para la mayoría de los clientes, en vez de proporcionarles direcciones IP asignadas dinámicamente mediante enrutadores públicos. Esto genera un ahorro a través de menores costes para el proveedor. Entre estos costes se incluyen la reducción drástica de la necesidad de direcciones IPv4, el bloqueo más sencillo de servidores no autorizados que se ejecutan en los ordenadores de los usuarios (por ejemplo, sistemas de intercambio de archivos), el empleo de proxies web para reducir el uso de banda ancha y la publicidad indeseada, control de qué servicios mejorados se permiten (tales como VoIP o juegos), beneficios de los cortafuegos de los clientes, el cumplimiento de las leyes que tratan contenidos y localizadores, etc. Los proveedores permitirían a los clientes adquirir, con un coste adicional, direcciones IP estáticas.
Por otro lado, esto crea una carga para que el ISP pueda ejecutar los servicios NAT de modo que se cumpla con la ley. Muchos países cuentan con leyes muy estrictas que controlan el tráfico (ley de protección de datos) y el comportamiento de los usuarios. La implementación de cualquier servicio diferente a una NAT pura, incluso si solo se trata de la prestación de registro de tráfico básico, podría situar al ISP en el límite de la legalidad. El ISP no pretende erigirse como la policía de internet ni tampoco tiene la autoridad para hacerlo. Su papel es el de transporte de paquetes de datos, al igual que las compañías de telecomunicaciones tradicionales realizan para las llamadas telefónicas. La implementación de una NAT amplia requeriría una cantidad considerable de asesoría legal para salvaguardar la actuación del proveedor. Por estos motivos la NAT amplia es difícil de llevar a la práctica.

## Mercados de direcciones IP
La creación de mercados para vender y comprar direcciones IPv4 se ha propuesto numerosas veces como un medio de asignación eficiente. El beneficio primario de un mercado de direcciones sería que las direcciones IPv4 seguirían estando disponibles, aunque el precio de mercado de las mismas siempre tendería a incrementarse con el tiempo. Estos esquemas tienen muchos inconvenientes que han evitado su implementación, tal y como se explica en RFC 2008:
- La creación de un mercado de direcciones IPv4 solo retrasaría el agotamiento práctico del espacio de direcciones IPv4 en un tiempo relativamente corto, ya que el agotamiento total de espacio de IPv4 seguiría durante, como mucho, un par de años tras el agotamiento de direcciones para nuevas asignaciones.
- El concepto de “propiedad” legal de direcciones IP entendido como bienes es cuestionable e incluso no está el sistema legal de qué país resolvería cualquier controversia.
- La administración de un esquema así sería incompatible con las prácticas actuales.
- El comercio ad hoc en direcciones desembocaría en diseños de asignaciones que expandirían infinitamente la tabla de routing, lo que desembocaría en serios problemas de elección de rutas para muchas redes que aún utilizan routers antiguos como memoria FIB limitada o procesadores de poca potencia. Si los vendedores y compradores de direcciones IP aplicaran este coste tan amplio a todos los usuarios de Internet provocarían un factor externo negativo que dichos mercados tendrían que corregir.
- El comercio de direcciones IP en bloques suficientemente grandes para evitar problemas de fragmentación reduciría el número de bienes comercializables a alrededor de un millón.
- El coste de cambio de un juego de direcciones IP a otro es muy elevado, lo que reduce la liquidez del mercado. Las organizaciones que posiblemente podrían reorganizar el uso de sus direcciones IP para liberarlas de modo que se pudieran comercializar demandarían un precio alto y, una vez compradas, estas direcciones no se venderían hasta no sacar un beneficio alto. El coste de re-enumeración del espacio de direcciones IP de una organización es comparable al coste de cambiar a direcciones IPv6.
- Las direcciones IP son solo números por lo que no hay ningún valor intrínseco en ellas. El comercio de bienes sin valor intrínseco (por ejemplo, billetes) en lugar de bienes con valor intrínseco (monedas de oro) puede ser arriesgado y necesita un mercado estable.
- La creación de un mercado necesita tener asegurado un número de compradores y vendedores. Sin ellos, no existirá estabilidad de precios y sin estabilidad de precios es muy poco probable que las empresas apoyen la formación de este tipo de mercado.

## Fecha de agotamiento
La fecha de agotamiento tendrá lugar en todos los continentes a la vez ya que todos los registros siguen políticas de asignación similares con stock de alrededor de 12 a 18 meses para cada asignación. Únicamente algunas organizaciones que solicitaron direcciones en la era anterior a los CIDR y RIR tienen un stock importante.
En marzo de 2008, Geoff Huston de APNIC predice mediante simulaciones detalladas el agotamiento de la reserva no asignada IANA para febrero de 2011 (cosa que se cumple con no más de 15 días de desfase). Tony Hain, fabricante de equipos de redes Cisco Systems, predice el agotamiento alrededor de julio de 2010. Esas predicciones derivan de las tendencias actuales, y no tienen en cuenta ningún tipo de aceleración para adquirir las últimas direcciones disponibles. Después del agotamiento de la reserva de IANA, durante 16 meses cada Registro Regional de Internet (RIR) podrá proveer sus direcciones asignadas pasadas. Estas fechas se encuentran en el marco de un periodo de depreciación de 5 años sobre los equipos de redes que se están adquiriendo actualmente.
El 21 de mayo de 2007, el Registro Americanos de Números para Internet (ARIN), el RIR norteamericano, avisó a la comunidad de Internet que debido al agotamiento previsto para 2010, “es necesaria la migración a los recursos de numeración IPv6 para cualquier aplicación que requiera disponibilidad continuada de ARIN de los recursos contiguos de la numeración IP”.
Se debería notar que las “aplicaciones” incluyen conectividad general entre aplicaciones en Internet, ya que algunos dispositivos solo tienen una dirección IPv6 asignada.
El 20 de junio de 2007, el Registro Latino-Americano y Caribeño de Direcciones de Internet (LACNIC), el RIR latinoamericano, advirtió “estar preparando sus redes regionales para IPv6” para el 1 de enero de 2011, por el agotamiento de direcciones IPv4 “en tres años”.
El 26 de junio de 2007, el Centro de Información de Redes Asiáticas y del Pacífico (APNIC), el RIR para el Pacífico y Asia, respaldó un comunicado del Centro de Información de Redes Japonesas (JPNIC) que abogaba por continuar con la expansión y desarrollo de Internet hacia un Internet basado en Ipv6. Esto con un ojo en el agotamiento previsto alrededor de 2010, que creará una gran restricción de Internet.
Hay un corto espacio de tiempo hasta el agotamiento del primer RIR, insuficiente para que toda la industria realice la transición a IPv6. Esta situación está agravada por el hecho de que hasta el agotamiento no habrá una demanda significativa. David Conrad, el director general de IANA lo reconoce, “Sospecho que estamos realmente más allá de un marco de tiempo razonable donde no habrá una cierta interrupción. Ahora es más una cuestión de cuánto.” Geoff Huston reivindica que deberíamos haber empezado mucho antes, de manera que por la fecha del agotamiento estuviese terminada la transición.
El 29 de mayo de 2008 en el Foro Público de Políticas del LACNIC que sesionó en San Salvador de Bahía (Brasil), se presentó y aprobó la política numerada LAC-2008-04 - con el título "Reserva especial de asignaciones IPV4 para nuevos miembros".
Esta política aprobada especifica que cuando LACNIC ya no tenga más posibilidad de recibir bloques IPv4 en custodia desde el IANA, debe preservar un bloque de "reserva" de tamaño /12 de esas direcciones y determina además la forma especial en que se debe asignar con posterioridad sub bloques de /22 pertenecientes al de reserva para ser asignados solo a nuevos ISPs de la región.
Este es un hito en la historia del IPv4 ya que de esta forma LACNIC se convierte en el primer RIR del mundo en poseer una política específica que prevé qué debe hacer el día en que se encuentre ya agotada la capacidad de IPv4 y además prevé los criterios para asignar los últimos bloques a los ISP's miembros de la región de su incumbencia.
Este hecho, para algunos, hace menos traumática la situación creada en torno al agotamiento de este preciado recurso al llevarle a los ISP's de la región Latinoamericana y Caribeña claridad de cual será la política que llevará adelante su RIR cuando llegue ese momento tan enigmático.[cita requerida]
En el marco de este Foro Público llevado a cabo en San Salvador de Bahía, se informó al discutir esta política que la misma sería presentada también en los Foros Públicos del resto de los RIRs (ARIN, AFRINIC, APNIC y RIPE) para homogeneizar políticas referidas a que hacer realmente con el agotamiento del IPv4 en todo el mundo.

## IPv6 como una solución a largo plazo

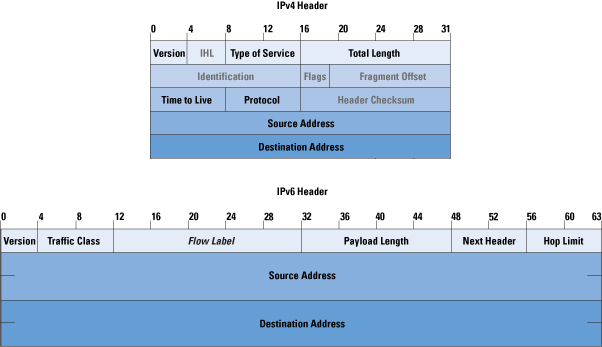
Formato de la dirección IPv4 frente a IPv6.

IPv6 está previsto que sea la solución a largo plazo para la escasez de direcciones de IPv4. En vez de direcciones de 32 bits, con 4.3 millardos de posibilidades, IPv6 representa las direcciones con 128 bits, proporcionando {\displaystyle 3.4\times 10^{38}} posibilidades o lógicamente 52000 cuatrillones para cada una de las 7 millardos de personas del planeta.

### Preparación de la llegada de IPv6
Las cuestiones de la adopción de IPv6 son:
- Herencia de equipos donde
  - El fabricante no proporcionará más servicio.
  - El software no es modernizable.
  - El dispositivo tiene insuficientes recursos para mantener la pila de direcciones IPv6 (normalmente una falta de ROM y RAM).

- Inversión en recursos por parte de los fabricantes para mejorar la herencia del software de los productos y hacerlo disponible a coste cero o a bajo coste.
- Los fabricantes que aseguran el nuevo equipo tienen suficientes recursos para mantener IPv6.
- Inversión de los fabricantes en el desarrollo del nuevo software para el servicio de IPv6.
- Publicidad para persuadir a los usuarios finales de prepararse para mejorar el equipo existente.
- Publicidad para informar al usuario final de crear la demanda de un equipo IPv6 competente.
- No inversión del ISPs en recursos técnicos para la transición a IPv6.

Hay dos clases diferentes de usuarios de equipos de redes, informados (principalmente el usuario comercial y profesional), y desinformados (principalmente el consumidor). Los primeros entienden que los dispositivos de la red son computadores específicos cuyo software podría necesitar mejoras de seguridad y del funcionamiento. Los segundos generalmente consideran su equipo como un electrodoméstico más, que solo es configurado después de sacarlo de la caja, y que solo experimentan las mejoras de los soportes lógicos cuando es absolutamente inalterable. Inevitablemente el segundo grupo es el que no tiene ningún conocimiento sobre la diferencia entre Ipv4 e Ipv6, pero es el que tiene más probabilidad de sufrir cuando tenga que sustituir su equipo, puesto que el equipo del grado comercial generalmente podrá soportar IPv6 durante bastantes años. 
La mayoría de equipos como host y routers requieren soporte específico para IPv6. La principal excepción es el equipo que solo transporta a bajo nivel, como por ejemplo los cables, casi todos los adaptadores ethernet, y la mayoría de switches de capa 2.
En 2008, la preparación para la llegada de IPv6 no está actualmente considerada en la mayoría de las decisiones de compra al por menor. Si un equipo no es compatible con IPv6, puede ser que necesite una mejora o una sustitución prematura si la conexión con los servicios y nuevos usuarios es necesaria que sea con IPv6.
Como con la compatibilidad del año 2000, la compatibilidad del IPv6 es principalmente un tema de software y firmware. Sin embargo, a diferencia de la del año 2000, prácticamente parece no haber un esfuerzo por parte de los fabricantes de asegurar la compatibilidad de viejos equipos y de software. Además, incluso la compatibilidad de productos ahora disponibles es en ocasiones poco probable entre algunos equipos y tipos de software.
La causa de esto es el darse cuenta de que el agotamiento de las direcciones IPv4 es inminente, y la esperanza de que podremos pasar un tiempo relativamente largo con una situación de convivencia entre IPv4 e IPv6. Entre los internautas, hay un juego de tira y afloja sobre si la transición será rápida o larga. En concreto, una pregunta importante es sí casi todos los servidores de Internet podrían estar listos para trabajar solo con los nuevos clientes IPv6 para el año 2012.
La mayoría de equipos serán capaces de trabajar con IPv6 con una actualización del software y del firmware – si el dispositivo tiene suficiente memoria de códigos y datos para soportar el protocolo adicional de la pila. Sin embargo, como pasa con los Windows de 64 bits y el Acceso Protegido WI-FI, los fabricantes posiblemente intentarán ahorrar en el coste de desarrollo para hardware que no venderán más, e intentarán conseguir más ventas de los equipos preparados ya con IPv6. Incluso, cuando los fabricantes de chipset desarrollen nuevos drivers, los fabricantes de dispositivos no podrán venderlos. Además, mientras IPv6 se implementa, las características adicionales puede llegar a ser realmente importantes, como el IPv6 móvil. Un ejemplo de equipo que actualmente y, por lo general no está preparado para IPv6, son los routers de casa. 
En cuanto al consorcio de CableLabs, la especificación DOCSIS 3.0 preparada para IPv6 para cable módem fue publicada en agosto de 2006. El DOCSIS 2.0b que soporta IPv6 fue saltado. Se espera que solo un 60% de los servidores de cable módem y un 40% de los cable módem estarán preparados para 2011. Hay una gran variedad de productos típicamente no preparados para soportar IPv6, desde teléfonos Skype y sip (Protocolo de Inicio de Sesión) hasta osciloscopios e impresoras. Los routers de manejo profesional en uso deberían estar ya preparados para IPv6.
La mayoría de ordenadores personales (PC’s) también deberían estar preparados, porque la pila de red se alberga en el sistema operativo. Un gran número de aplicaciones con opciones de red no están preparadas, pero podría solucionarse con apoyo y soporte por parte de los desarrolladores. Desde febrero de 2002, con J2SE 1.4, todas las aplicaciones que están 100 % implementadas en java tienen implícitamente soporte para las direcciones IPv6.
Para los servicios ADSL, un problema puede ser que el acceso de la conexión del teléfono no sea compatible con IPv6, tal que los proveedores independientes de ADSL no pueden proporcionar conectividad nativa del IPv6.